# Kurt Weber (Richter, 1907)
Kurt Weber (* 29. Oktober 1907 in Mannheim; † 17. Februar 1985 in Karlsruhe) war ein deutscher Jurist und Richter am Bundesgerichtshof, darunter zeitweilig als Vorsitzender des Staatsschutzsenates.
Nach einem Studium der Rechtswissenschaft und dem Referendariat trat er als Assessor in den Justizdienst ein. Er gehörte ab 1934 dem NS-Rechtswahrerbund, ab 1936 der NS-Volkswohlfahrt (NSV) sowie ab 1937 der NSDAP und dem NS-Kraftfahrkorps an. Von 1938 bis zum Kriegsende – mit einer rund einjährigen Unterbrechung durch Kriegseinsatz an der Ostfront – war er als Staatsanwalt in Pforzheim, Straßburg und Karlsruhe tätig.
Nach Kriegsende wurde er 1946 als „entlastet“ entnazifiziert. Danach war er am Landgericht Karlsruhe ab 1946 zunächst Erster Staatsanwalt und ab 1949 Richter. 1950 wurde er Erster Staatsanwalt in Pforzheim. Von 1951 bis 1954 war er Landgerichtsdirektor in Mannheim. Von 1954 bis 1966 war er Richter am Bundesgerichtshof, darunter zeitweilig als stellvertretender Vorsitzender des Staatsschutzsenates. Als Ermittlungsrichter war er u. a. für die Strafsache gegen den vormaligen Präsidenten des Bundesamtes für Verfassungsschutz, Otto John, zuständig. Bei der Beförderung zum Senatspräsidenten wurde ihm im Dezember 1965 „aus Gründen der Anciennität“ Carlhans Scharpenseel vorgezogen, was Weber auf die Einstellung des Verfahrens um die Spiegel-Affäre zurückführte. Am 3. Januar 1966 verlangte er deswegen seine Entlassung aus dem Bundesdienst, worauf nach dem Deutschen Richtergesetz ein Anspruch besteht. Weber kehrte danach in den Landesjustizdienst zurück und war von 1967 bis zum Eintritt in den Ruhestand 1971 erneut als Landgerichtsdirektor in Mannheim tätig. Eine Bewerbung auf die Position eines Senatspräsidenten beim Oberlandesgericht Stuttgart scheiterte jedoch.
Weber war mit der Jüdin Alice Dröller, die 1934 ins niederländische Exil ging, verlobt. Sie wurde im KZ Auschwitz-Birkenau Opfer des Holocaust.
Klaus Schäfer bezeichnet Weber im Zusammenhang mit dessen Wirken im Verfahren gegen Otto John als „nicht […] typischen Nazi“ und „schwierige Persönlichkeit“.